# روزهای شاد (فیلم ۲۰۰۷)
روزهای شاد (به انگلیسی: Happy Days) فیلمی محصول سال ۲۰۰۷ و به کارگردانی سکهار کامولا است. در این فیلم بازیگرانی همچون وارون ساندش، تمنا باتیا، راحول هاریداس، نیخیل سیدهارتا، وامسی کریشنا و سونیا دپتی ایفای نقش کرده‌اند.